# Diocesi di Ubaza
La diocesi di Ubaza (in latino Dioecesis Ubazensis) è una sede soppressa e sede titolare della Chiesa cattolica.

## Storia
Ubaza, identificabile con Terrebaza nei pressi di Annaba in Algeria, è un'antica sede episcopale della provincia romana di Numidia.
Sono due i vescovi documentati di questa diocesi: alla conferenza di Cartagine del 411, che vide riuniti assieme i vescovi cattolici e donatisti dell'Africa romana, presero parte il cattolico Vittore e il donatista Secondino. Morcelli attribuisce erroneamente questi due prelati alla sede di Basi nell'Africa Proconcolare.
Dal 1928 Ubaza è annoverata tra le sedi vescovili titolari della Chiesa cattolica; dal 1º febbraio 2025 il vescovo titolare è José María Baliña, vescovo ausiliare di Chascomús.

## Cronotassi

### Vescovi
- Vittore † (menzionato nel 411)
  - Secondino † (menzionato nel 411) (vescovo donatista)

### Vescovi titolari
- Aston Chichester, S.I. † (24 febbraio 1931 - 1º gennaio 1955 nominato arcivescovo di Salisbury)
- Patrick Henry Cronin, S.S.C.M.E. † (24 maggio 1955 - 13 ottobre 1970 nominato arcivescovo di Cagayan de Oro)
- Eduardo Herrera Riera † (31 ottobre 1970 - 5 luglio 1994 nominato vescovo di Carora)
- Francis Xavier Irwin † (24 luglio 1996 - 30 ottobre 2019 deceduto)
- José María Baliña, dal 1º febbraio 2025